# Popowka (Schiffstyp)
Popowka ist die Bezeichnung für eine Klasse kreisrunder Panzerschiffe, die in den 1870er-Jahren für die russische Schwarzmeerflotte entwickelt wurde. 

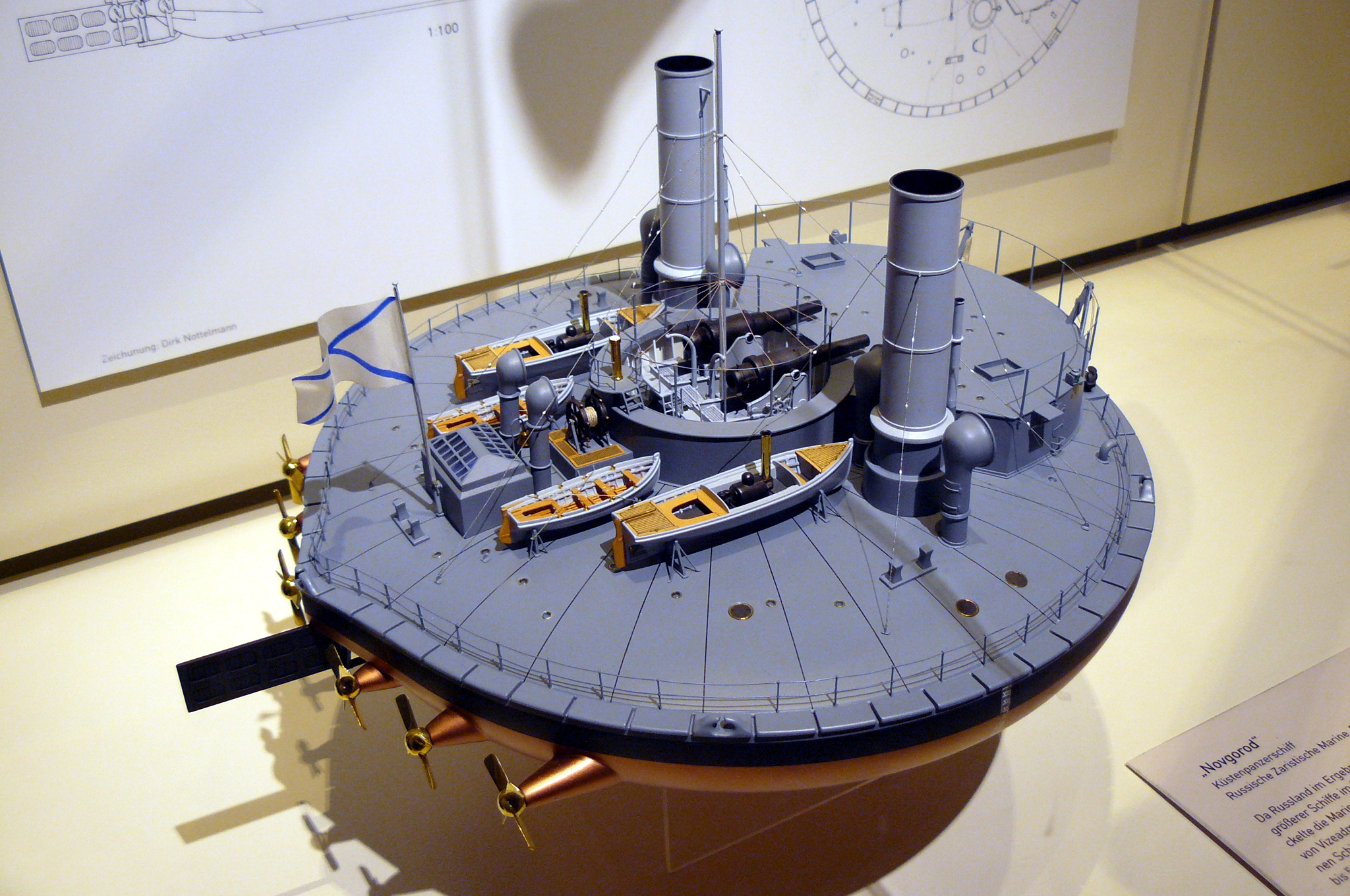
Modell des russischen Küstenverteidigungsschiffes Nowgorod

Beruhend auf den Erfahrungen des verlorenen Krimkriegs wurde unter Leitung von Vizeadmiral Andrei Alexandrowitsch Popow (1821–1898) zur Verteidigung der flachen Küstengewässer um die Schwarzmeer-Häfen Sewastopol, Nikolajew und Otschakow eine Klasse schwerer Panzerschiffe konzipiert, die einen sehr geringen Tiefgang aufwiesen und gleichzeitig möglichst schnell drehbar sein sollten. Dieses Prinzip wurde in größter Konsequenz ausgeführt: Das Design der Popowka, in den 1860er-Jahren bereits von Sir Edward James Reed, dem Chefkonstrukteur der Royal Navy, für den englischen Küstenschutz vorgeschlagen, war linsenförmig, ihr Grundriss mithin kreisrund und das Deck konvex; auf diese einzigartige Plattform wurden die Aufbauten (Schornsteine, Geschützanlagen) gesetzt. Die Schiffe mit nur 4 m Tiefgang und 30,8–36,6 m Durchmesser verdrängten 2490–3550 Tonnen; sie konnten bis 250 Tonnen Kohle bunkern.
Die Panzerstärke betrug über den Kasematten 40,5 cm, an den Geschütztürmen 22,9 cm. Die Popowka war mit zwei parallelen 30,5-cm-Geschützen im zentralen Geschützturm bewaffnet, der jeweils um 35° aus der Mittellinie schwenken konnte; dazu kamen acht leichte Schnellfeuer-Geschütze und sieben Torpedorohre.
Auf Kosten der größeren Wendigkeit wurde eine niedrigere Höchstgeschwindigkeit in Kauf genommen: die Popowka lief höchstens 8,5 Knoten. Angetrieben wurde sie über sechs Schrauben durch zwei Dampfmaschinen mit zusammen 3.066 PS. Die Schiffe hatten infolge des kreisrunden Designs aber Probleme, die Kiellinie zu halten und neigten zum Ausscheren und zur Drehung um die eigene Achse bei der Schussabgabe; nur bei ruhiger See war die Fahrleistung genügend.
Die erste Popowka wurde 1872 unter dem Namen Nowgorod in Sankt Petersburg in Teilen gebaut und dann nach Nikolajew transportiert, wo sie bis 1874 fertiggestellt wurde. Das größere Schwesterschiff Kiew (später in Vizeadmiral Popow umbenannt) entstand zur Gänze in Nikolajew und lief 1875 vom Stapel. Von den ursprünglich geplanten zehn Schiffen blieb es bei diesen zweien, die allerdings die ersten Panzerschiffe im Schwarzen Meer waren. Die kaiserliche Staatsyacht Liwadija entstand nach demselben Design, wobei sich auf der „schwimmenden Untertasse“ ein normaler Schiffsrumpf erhob. Die Kriegsschiffe standen während des Russisch-Türkischen-Krieges von 1877 bis 1878 als Teil der Donauflottille im Einsatz; 1892 wurden sie, mittlerweile veraltet, zum reinen Küstenschutz umgeteilt und dienten als Versorgungsschiffe, bis sie 1903 ausgemustert wurden. Nach 1912 wurden sie verschrottet.